# Ch-58
Die Ch-58 (russisch Х-58, NATO-Codename AS-11 Kilter) ist eine Luft-Boden-Rakete aus sowjetischer Produktion. Sie dient zur Bekämpfung von bodengebundenen Radaranlagen.

## Entwicklung
Die Ch-58 wurde als Nachfolgemodell der mit einem Flüssigraketentriebwerk ausgestatteten Ch-28 entwickelt. Ziel war es, eine Anti-Radar-Lenkwaffe zu entwickeln, welche mit einem Feststoffraketentriebwerk eine Reichweite von rund 100 km erreicht. Die Entwicklung begann 1972 im Konstruktionsbüro Raduga in Moskau. Als primäre Einsatzplattformen sollten die Mikojan-Gurewitsch MiG-25BM und die Suchoi Su-24 dienen. Die ersten Flugversuche wurden 1977 mit einer modifizierten Antonow An-12 durchgeführt. Schließlich wurde die Ch-58 im Jahre 1982 bei den sowjetischen Luftstreitkräften eingeführt. Erstmals wurde die Ch-58 im Jahr 1989 der Öffentlichkeit präsentiert. Die Ch-58 wird als sowjetisches Pendant der ab 1983 hergestellten amerikanischen AGM-88 HARM angesehen, wobei sie größer, schwerer und schneller ist und über einen mehr als doppelt so schweren Gefechtskopf sowie die größere Reichweite verfügt.

## Technik
Die Ch-58 kommt bei der Niederhaltung der feindlichen Flugabwehr (engl. SEAD) zum Einsatz. Ihr Suchkopf schaltete auf die Frequenz des gegnerischen Radars auf und nutzt diese, um die Radarstellung zu treffen. Dazu verwendete die Ch-58 den PRGS-58-Suchkopf. Dieser verfügt über austauschbare Module, welche u. a. auf die Frequenzbänder der Flugabwehrraketen Nike Hercules, Bloodhound, Hawk und Patriot abgestimmt sind.
Die Oberfläche des stromlinienförmigen Rumpfes der Ch-58 besteht aus einer hitzebeständigen Titan-Legierung. Diese Legierung ist bis 400–500 °C hitzebeständig. An der Lenkwaffenspitze ist eine zusätzliche Wärmedämmschicht aufgebracht. Am Flugkörper sind vier Steuer- und Stabilisierungsflächen angebracht. Die Ch-58 wird von einem hochenergetischen Doppelpulsmotor-Feststoff-Raketentriebwerk der Firma OKB Sojus angetrieben.
Zum Erfassen der Radarstrahlung muss das Einsatzflugzeug mit einem speziellen Radarempfänger ausgerüstet sein. Bei der MiG-25 ist dies das im Flugzeug integrierte System Jaguar. Bei der Su-24 kommen die extern mitgeführten Gondeln L-086A Fantasmagoria-A und L-086B Fantasmagoria-B zum Einsatz. Bei der Su-17 und Su-22 kommt die extern mitgeführte Gondel Metel zum Einsatz. Der Radarempfänger analysiert die Radarstrahlung und ermittelt die Kursdaten für die Ch-58 Lenkwaffen. Sind genügend Zieldaten vorhanden werden diese an das SAU-58-Navigationssystem der Lenkwaffe weitergegeben. Danach kann die Lenkwaffe aus einem Höhenbereich von 200–20.000 m sowie einem Geschwindigkeitsbereich von Mach 0,47–2,35 gestartet werden. Aus einer Starthöhe von 200 m hat sie eine Einsatzreichweite von 60 km. Bei einem Start mit Mach 1,5, aus einer Höhe von 18.000 m liegt dieser Wert bei 250 km.
Nach dem Abwurf folgt eine kurze antriebslose Phase. Erst in sicherem Abstand zum Flugzeug zündet das Raketentriebwerk. Nach dem Start beschreibt die Flugbahn der Rakete eine semi-ballistische Kurve. Die Ch-58 fliegt mit Hilfe des Suchkopfes und des Autopiloten auf die Radaranlage zu. Stellt während dieser Zeit die Radaranlage den Sendebetrieb ein, so behält die Ch-58 den eingeschlagenen Kurs bei und fliegt mit Hilfe des Trägheitsnavigationssystems zum Ziel. Sollte die Radaranlage den Sendebetrieb wieder aufnehmen, so schaltet der passive Radarsuchkopf sofort wieder darauf auf. Ab der Ausführung Ch-58U kann die Zielerfassung auch nach dem Start erfolgen. In diesem Fall wird die Ch-58 in ein Gebiet gestartet, ohne dass eine Zielposition bekannt ist. Im Zielgebiet angekommen erfasst die Lenkwaffe mit dem passiven Suchkopf Radaremissionen. Wird die Radarstrahlung eines Radargerätes erfasst, so erfolgt ein Angriff auf dieses. Wird kein Ziel erfasst, so explodiert die Lenkwaffe nach einer bestimmten Flugzeit mittels Selbstzerstörung. Der Gefechtskopf wird mittels des ROV-20-Laser-Näherungszünders zur Detonation gebracht. Die Treffererwartung liegt gemäß Hersteller bei rund 80 % und der Streukreisradius (CEP) beträgt 10 m. Der Splittergefechtskopf mit Brandwirkung wiegt 149 kg und hat einen Sprengstoffanteil von 58,5 kg.

## Varianten
- Ch-58: 1. Serienversion. Reichweite 80–120 km.
- Ch-58U: 2. Serienversion mit neuem Motor, verbessertem PRGS-58M-Suchkopf mit der Möglichkeit der Zielerfassung nach dem Start. Reichweite 120–160 km.
- Ch-58E: Version mit verbesserter Elektronik und Breitbandsuchkopf (1,2–11 GHz). Reichweite 80–245 km.
- Ch-58USchK: Version mit 4,18 m langem Rumpf und faltbaren Tragflächen für den Einsatz in Waffenschächten, vorgestellt 2012. Mit neuem 9B-7735K-Breitbandsuchkopf. Reichweite 80–245 km.[7]
- Ch-58USchK IIR: Version mit faltbaren Tragflächen für den Einsatz in Waffenschächten, vorgestellt auf der MAKS 2015. Mit zusätzlicher IR-Kamera mit digitaler Bildverarbeitung. Reichweite 80–245 km.[8]
- Ch-58A: Prototyp mit aktivem Radarsuchkopf im Ku-Band, Reichweite 120–180 km.

## Trägerflugzeuge
- Mikojan-Gurewitsch MiG-25BM (NATO-Codename „Foxbat“)
- Mikojan-Gurewitsch MiG-31BM („Foxhound“)
- Suchoi Su-17M3/M4 („Fitter“)
- Suchoi Su-20 („Fitter“)
- Suchoi Su-22M („Fitter“)
- Suchoi Su-24M („Fencer“)
- Suchoi Su-25UB („Frogfoot“)
- Suchoi Su-30M („Flanker“)
- Suchoi Su-57 („Felon“)

## Nutzer
- Algerien
- Belarus
- Deutsche Demokratische Republik
- Deutschland
- Indien
- Iran
- Irak
- Malaysia
- Peru
- Russland
- Sowjetunion
- Tschechoslowakei
- Ukraine

## Vergleichbare ARM
- AGM-78 Standard ARM
- AGM-88 HARM
- ALARM
- AS.37 Martel